# Liste de cuirassés

## Allemagne
| Nom                            | Classe               | Type              | Lancé | Service | Fin  | Remarques                                                                       |
| ------------------------------ | -------------------- | ----------------- | ----- | ------- | ---- | ------------------------------------------------------------------------------- |
| SMS Brandenburg                | Brandenburg          | Pré-dreadnought   | 1891  | 1893    | 1920 | Retiré en 1919                                                                  |
| SMS Kurfürst Friedrich Wilhelm | Brandenburg          | Pré-dreadnought   | 1891  | 1894    | 1915 | Vendu à L'Empire Ottoman en 1910 et renommé Heireddin Barbarossa                |
| SMS Weißenburg                 | Brandenburg          | Pré-dreadnought   | 1891  | 1894    | 1950 | Vendu à L'Empire Ottoman en 1910 et renommé Torgut Reis                         |
| SMS Wörth                      | Brandenburg          | Pré-dreadnought   | 1899  | 1902    | 1919 | Retiré en 1919                                                                  |
| SMS Kaiser Friedrich III       | Kaiser Friedrich III | Pré-dreadnought   | 1896  | 1898    | 1919 | Converti en navire d'entraînement en 1918 retiré en 1919                        |
| SMS Kaiser Wilhelm II          | Kaiser Friedrich III | Pré-dreadnought   | 1897  | 1900    | 1922 | Retiré en 1919                                                                  |
| SMS Kaiser Wilhelm der Große   | Kaiser Friedrich III | Pré-dreadnought   | 1899  | 1901    | 1920 | Retiré en 1915                                                                  |
| SMS Kaiser Karl der Große      | Kaiser Friedrich III | Pré-dreadnought   | 1899  | 1902    | 1920 | Retiré en 1915                                                                  |
| SMS Kaiser Barbarossa          | Kaiser Friedrich III | Pré-dreadnought   | 1900  | 1901    | 1920 | Converti en navire d'entraînement en 1915                                       |
| SMS Wittelsbach                | Wittelsbach          | Pré-dreadnought   | 1900  | 1902    | 1921 | Converti en navire d'entraînement en 1916, retiré en 1921                       |
| SMS Wettin                     | Wittelsbach          | Pré-dreadnought   | 1901  | 1902    | 1921 | Retiré en 1915                                                                  |
| SMS Zähringen                  | Wittelsbach          | Pré-dreadnought   | 1901  | 1902    | 1945 | Retiré en 1918 et utilisé comme cible                                           |
| SMS Schwaben                   | Wittelsbach          | Pré-dreadnought   | 1901  | 1904    | 1920 | Converti en cargo 1916                                                          |
| SMS Mecklenburg                | Wittelsbach          | Pré-dreadnought   | 1901  | 1903    | 1920 | Retiré en 1916 et transformé en prison                                          |
| SMS Braunschweig               | Braunschweig         | Pré-dreadnought   | 1902  | 1904    | 1932 | Retiré en 1931                                                                  |
| SMS Elsaß                      | Braunschweig         | Pré-dreadnought   | 1903  | 1904    | 1936 | Retiré en 1931                                                                  |
| SMS Hessen                     | Braunschweig         | Pré-dreadnought   | 1903  | 1905    | 1960 | Saisi par l'URSS en 1945                                                        |
| SMS Preußen                    | Braunschweig         | Pré-dreadnought   | 1903  | 1905    | 1931 | Retiré en 1929                                                                  |
| SMS Lothringen                 | Braunschweig         | Pré-dreadnought   | 1904  | 1906    | 1931 | Converti en navire d'entraînement en 1917                                       |
| SMS Deutschland                | Deutschland          | Pré-dreadnought   | 1904  | 1906    | 1922 | Retiré en 1917                                                                  |
| SMS Hannover                   | Deutschland          | Pré-dreadnought   | 1905  | 1907    | 1931 | Mis à la ferraille en 1944                                                      |
| SMS Pommern                    | Deutschland          | Pré-dreadnought   | 1905  | 1909    | 1916 | Coulé lors de la bataille du Jutland                                            |
| SMS Schlesien                  | Deutschland          | Pré-dreadnought   | 1906  | 1908    | 1949 | Sabordé en 1944 puis saisi par l'U.R.S.S et utilisé comme cible.                |
| SMS Schleswig-Holstein         | Deutschland          | Pré-dreadnought   | 1906  | 1908    | 1960 | Saisi en 1945 par l'URSS et utilisé comme cible.                                |
| SMS Nassau                     | Nassau               | Dreadnought       | 1908  | 1909    | 1921 | Saisi par le Japon en 1920, et aussitôt mis à la ferraille                      |
| SMS Posen                      | Nassau               | Dreadnought       | 1908  | 1910    | 1924 | Saisi par le Royaume-Uni en 1920                                                |
| SMS Rheinland                  | Nassau               | Dreadnought       | 1908  | 1910    | 1924 | Saisi par le Royaume-Uni en 1920                                                |
| SMS Westfalen                  | Nassau               | Dreadnought       | 1908  | 1909    | 1924 | Saisi par le Royaume-Uni en 1920                                                |
| SMS Helgoland                  | Helgoland            | Dreadnought       | 1909  | 1911    | 1921 | Saisi par le Royaume-Uni en 1920, et aussitôt mis à la ferraille                |
| SMS Ostfriesland               | Helgoland            | Dreadnought       | 1909  | 1911    | 1921 | Saisi par les États-Unis en 1920, utilisé comme cible                           |
| SMS Oldenburg                  | Helgoland            | Dreadnought       | 1910  | 1912    | 1921 | Saisi par le Japon en 1920, et aussitôt mis à la ferraille                      |
| SMS Thüringen                  | Helgoland            | Dreadnought       | 1911  | 1911    | 1923 | Saisi par la France en 1920                                                     |
| SMS Kaiser                     | Kaiser               | Dreadnought       | 1911  | 1912    | 1919 | Sabordé pendant le traité de Versailles                                         |
| SMS Friedrich der Grosse       | Kaiser               | Dreadnought       | 1911  | 1912    | 1919 | Sabordé pendant le traité de Versailles                                         |
| SMS Kaiserin                   | Kaiser               | Dreadnought       | 1911  | 1913    | 1919 | Sabordé pendant le traité de Versailles                                         |
| SMS Prinzregent Luitpold       | Kaiser               | Dreadnought       | 1912  | 1913    | 1919 | Sabordé pendant le traité de Versailles                                         |
| SMS König Albert               | Kaiser               | Dreadnought       | 1912  | 1913    | 1919 | Sabordé pendant le traité de Versailles                                         |
| SMS König                      | König                | Dreadnought       | 1913  | 1914    | 1919 | Sabordé pendant le traité de Versailles                                         |
| SMS Großer Kurfürst            | König                | Dreadnought       | 1913  | 1914    | 1933 | Sabordé pendant le traité de Versailles                                         |
| SMS Markgraf                   | König                | Dreadnought       | 1913  | 1914    | 1919 | Sabordé pendant le traité de Versailles                                         |
| SMS Kronprinz Wilhelm          | König                | Dreadnought       | 1914  | 1914    | 1919 | Sabordé pendant le traité de Versailles                                         |
| SMS Bayern                     | Bayern               | Dreadnought       | 1915  | 1916    | 1935 | Sabordé pendant le traité de Versailles, renfloué en 1935 et mis à la ferraille |
| SMS Baden                      | Bayern               | Dreadnought       | 1915  | 1916    | 1921 | Saisi par le Royaume-Uni et utilisé comme cible                                 |
| SMS Württemberg                | Bayern               | Dreadnought       | 1917  |         | 1921 | Jamais entré en service car non terminé en 1918                                 |
| SMS Sachsen (1916)             | Bayern               | Dreadnought       | 1916  |         | 1921 | Jamais entré en service car non terminé en 1918                                 |
| Bismarck                       | Bismarck             | Super-dreadnought | 1939  | 1941    | 1941 | Coulé par la Royal Navy                                                         |
| Tirpitz                        | Bismarck             | Super-dreadnought | 1939  | 1941    | 1944 | Chavire après un bombardement de la RAF                                         |

## Argentine
| Nom           | Classe    | Type        | Lancé | Service | Fin  | Remarques                     |
| ------------- | --------- | ----------- | ----- | ------- | ---- | ----------------------------- |
| ARA Rivadavia | Rivadavia | Dreadnought | 1911  | 1914    | 1952 | Vendu pour démolition en 1957 |
| ARA Moreno    | Rivadavia | Dreadnought | 1911  | 1915    | 1949 | Démoli au Japon               |

## Autriche-Hongrie
| Nom                           | Classe         | Type            | Lancé | Service | Fin  | Remarques                                               |
| ----------------------------- | -------------- | --------------- | ----- | ------- | ---- | ------------------------------------------------------- |
| SMS Monarch                   | Monarch        | Pré-Dreadnought | 1895  |         |      |                                                         |
| SMS Wien                      | Monarch        | Pré-Dreadnought | 1895  |         | 1917 | Torpillé par une vedette italienne                      |
| SMS Budapest                  | Monarch        | Pré-Dreadnought | 1896  |         |      |                                                         |
| SMS Habsburg                  | Habsburg       | Pré-Dreadnought | 1900  |         |      |                                                         |
| SMS Arpad                     | Habsburg       | Pré-Dreadnought | 1901  |         |      |                                                         |
| SMS Babenberg                 | Habsburg       | Pré-Dreadnought | 1901  |         |      |                                                         |
| SMS Erzherzog Karl            | Erzherzog Karl | Pré-Dreadnought | 1903  | 1905    | 1920 | Cédé à la France mais coula sur le chemin               |
| SMS Erzherzog Friedrich       | Erzherzog Karl | Pré-Dreadnought | 1904  |         | 1921 | Cédé à l'Italie en 1920, et aussitôt mis à la ferraille |
| SMS Erzherzog Ferdinand Max   | Erzherzog Karl | Pré-Dreadnought | 1905  |         | 1921 | Cédé à l'Italie en 1920, et aussitôt mis à la ferraille |
| SMS Erzherzog Franz Ferdinand | Radetzky       | Pré-Dreadnought | 1908  |         | 1920 | Cédé à l'Italie en 1920, et aussitôt mis à la ferraille |
| SMS Radetzky                  | Radetzky       | Pré-Dreadnought | 1909  |         | 1920 | Cédé à l'Italie en 1920, et aussitôt mis à la ferraille |
| SMS Zrínyi                    | Radetzky       | Pré-Dreadnought | 1910  | 1911    | 1920 | Cédé à l'Italie en 1920, et aussitôt mis à la ferraille |
| SMS Viribus Unitis            | Tegetthoff     | Dreadnought     | 1911  | 1912    | 1918 | Coulé par une mine                                      |
| SMS Tegetthoff                | Tegetthoff     | Dreadnought     | 1912  | 1913    | 1942 |                                                         |
| SMS Prinz Eugen               | Tegetthoff     | Dreadnought     | 1912  | 1914    | 1922 |                                                         |
| SMS Szent István              | Tegetthoff     | Dreadnought     | 1914  | 1915    | 1918 | Torpillé par une vedette italienne                      |

## Brésil
| Nom          | Classe       | Type        | Lancé | Service | Fin  | Remarques                                            |
| ------------ | ------------ | ----------- | ----- | ------- | ---- | ---------------------------------------------------- |
| Minas Geraes | Minas Geraes | Dreadnought | 1908  | 1910    | 1953 | Démoli en 1954                                       |
| São Paulo    | Minas Geraes | Dreadnought | 1909  | 1910    | 1946 | Coule sur la route de la mise à la ferraille en 1951 |

## Chili
| Nom               | Classe            | Type                    | Lancé | Service | Fin  | Remarques                                      |
| ----------------- | ----------------- | ----------------------- | ----- | ------- | ---- | ---------------------------------------------- |
| Capitán Prat      |                   | Cuirassé à coque en fer | 1890  | 1893    | 1942 | Démoli en 1942                                 |
| Almirante Latorre | Almirante Latorre | Superdreadnought        | 1913  | 1921    | 1959 | Ex HMS Canada vendu par le Royaume-Uni en 1920 |

## Chine
| Nom       | Classe    | Type                    | Lancé | Service | Fin  | Remarques                    |
| --------- | --------- | ----------------------- | ----- | ------- | ---- | ---------------------------- |
| Ting Yuan | Ting Yuan | Cuirassé à coque en fer | 1881  | 1885    | 1895 | Sabordé                      |
| Chen Yuan | Ting Yuan | Cuirassé à coque en fer | 1882  | 1885    | 1914 | Capturé par le Japon en 1895 |

## Espagne
| Nom               | Classe | Type                    | Lancé | Service | Fin  | Remarques                      |
| ----------------- | ------ | ----------------------- | ----- | ------- | ---- | ------------------------------ |
| Méndez Núñez (es) |        | Cuirassé à coque en fer | 1862  | 1869    | 1888 |                                |
| Numancia          |        | Cuirassé à coque en fer | 1863  | 1864    | 1916 | Retiré en 1912                 |
| Vitoria (es)      |        | Cuirassé à coque en fer | 1865  | 1867    |      | Retiré en 1911                 |
| Tetuán (es)       |        | Cuirassé à coque en fer | 1863  | 1863    | 1873 | Coulé par incendie             |
| Arapiles (es)     |        | Cuirassé à coque en fer | 1868  | 1868    | 1879 |                                |
| Zaragoza (es)     |        | Cuirassé à coque en fer | 1867  | 1867    | 1898 | Retiré en 1892                 |
| Sagunto (es)      |        | Cuirassé à coque en fer | 1869  | 1869    | 1887 | Revendu en 1986                |
| Duque de Tetuán   |        | Monitor                 |       | 1874    | 1900 | Revendu en 1900                |
| Puigcerdá         |        | Monitor                 | 1874  | 1875    | 1900 | Navire marchand en 1905        |
| Pelayo (es)       |        | Pré-Dreadnought         | 1887  | 1888    | 1925 |                                |
| España (es)       | España | Dreadnought             | 1912  | 1913    | 1923 | Coulé pendant la guerre du Rif |
| Alfonso XIII      | España | Dreadnought             | 1913  | 1915    | 1937 | Coulé par une mine             |
| Jaime I (es)      | España | Dreadnought             | 1914  | 1921    | 1937 | Explose par accident           |

## États-Unis
| Nom                | Classe         | Type                    | Lancé | Service | Fin  | Remarques                                                                          |
| ------------------ | -------------- | ----------------------- | ----- | ------- | ---- | ---------------------------------------------------------------------------------- |
| CSS Virginia       |                | Cuirassé à coque en fer | 1862  | 1862    | 1862 | Endommagé au combat de Hampton Roads puis sabordé                                  |
| USS Monitor        |                | Cuirassé à coque en fer | 1862  | 1862    | 1862 | Sombre pendant une tempête                                                         |
| USS Dunderberg     |                | Cuirassé à coque en fer | 1862  | 1865    | 1874 | Vendu à la France en 1867 et renommé Rochambeau                                    |
| USS Maine          |                | Pré-Dreadnought         | 1889  | 1895    | 1898 | Explose par accident                                                               |
| USS Texas          |                | Pré-Dreadnought         | 1892  | 1895    | 1911 | Retiré en 1911 et utilisé comme cible                                              |
| USS Indiana        | Indiana        | Pré-Dreadnought         | 1893  | 1895    | 1924 | Retiré en 1919 et utilisé comme cible en 1921                                      |
| USS Massachusetts  | Indiana        | Pré-Dreadnought         | 1893  | 1896    |      | Retiré en 1919                                                                     |
| USS Oregon         | Indiana        | Pré-Dreadnought         | 1893  | 1896    | 1942 | Retiré en 1919                                                                     |
| USS Iowa           |                | Pré-Dreadnought         | 1896  | 1897    | 1923 | Retiré en 1919 et utilisé comme cible                                              |
| USS Kearsarge      | Kearsarge      | Pré-Dreadnought         | 1898  | 1900    | 1955 | Retiré en 1920                                                                     |
| USS Kentucky       | Kearsarge      | Pré-Dreadnought         | 1898  | 1900    | 1924 | Retiré en 1920                                                                     |
| USS Illinois       | Illinois       | Pré-Dreadnought         | 1898  | 1901    | 1956 | Retiré en 1920                                                                     |
| USS Alabama        | Illinois       | Pré-Dreadnought         | 1898  | 1900    | 1924 | Retiré en 1920                                                                     |
| USS Wisconsin      | Illinois       | Pré-Dreadnought         | 1898  | 1901    | 1922 | Retiré en 1920                                                                     |
| USS Maine          | Maine          | Pré-Dreadnought         | 1901  | 1902    | 1923 | Retiré en 1920                                                                     |
| USS Missouri       | Maine          | Pré-Dreadnought         | 1901  | 1903    | 1922 | Retiré en 1919                                                                     |
| USS Ohio           | Maine          | Pré-Dreadnought         | 1901  | 1904    | 1923 | Retiré en 1922                                                                     |
| USS Virginia       | Virginia       | Pré-Dreadnought         | 1904  | 1906    | 1923 | Retiré en 1920 et utilisé comme cible                                              |
| USS Nebraska       | Virginia       | Pré-Dreadnought         | 1904  | 1907    | 1923 | Retiré en 1920                                                                     |
| USS Georgia        | Virginia       | Pré-Dreadnought         | 1904  | 1906    | 1923 | Retiré en 1920                                                                     |
| USS New Jersey     | Virginia       | Pré-Dreadnought         | 1904  | 1906    | 1923 | Retiré en 1920 et utilisé comme cible                                              |
| USS Rhode Island   | Virginia       | Pré-Dreadnought         | 1904  | 1906    | 1923 | Retiré en 1920                                                                     |
| USS Connecticut    | Connecticut    | Pré-Dreadnought         | 1904  | 1906    | 1923 | Retiré et mis à la ferraille en 1923                                               |
| USS Louisiana      | Connecticut    | Pré-Dreadnought         | 1904  | 1906    | 1923 | Retiré en 1920                                                                     |
| USS Vermont        | Connecticut    | Pré-Dreadnought         | 1905  | 1907    | 1923 | Retiré en 1920                                                                     |
| USS Kansas         | Connecticut    | Pré-Dreadnought         | 1905  | 1907    | 1923 | Retiré en 1921                                                                     |
| USS Minnesota      | Connecticut    | Pré-Dreadnought         | 1905  | 1907    | 1924 | Retiré en 1921                                                                     |
| USS New Hampshire  | Connecticut    | Pré-Dreadnought         | 1906  | 1908    | 1923 | Retiré en 1921                                                                     |
| USS Mississippi    | Mississippi    | Pré-Dreadnought         | 1905  | 1908    | 1941 | Vendu à la Grèce en 1914 et renommé Kilkis                                         |
| USS Idaho          | Mississippi    | Pré-Dreadnought         | 1905  | 1908    | 1941 | Vendu à la Grèce en 1914 et renommé Limnos                                         |
| USS South Carolina | South Carolina | Dreadnought             | 1908  | 1910    | 1923 | Retiré en 1921                                                                     |
| USS Michigan       | South Carolina | Dreadnought             | 1908  | 1910    | 1923 | Retiré en 1922 par le traité naval de Washington                                   |
| USS Delaware       | Delaware       | Dreadnought             | 1909  | 1910    | 1924 | Retiré en 1923 par le traité de Washington                                         |
| USS North Dakota   | Delaware       | Dreadnought             | 1908  | 1910    | 1931 | Retiré en 1923 par le traité de Washington                                         |
| USS Florida        | Florida        | Dreadnought             | 1910  | 1911    | 1932 | Retiré en 1931 par le traité naval de Londres                                      |
| USS Utah           | Florida        | Dreadnought             | 1909  | 1911    | 1944 | Endommagé par l'attaque de Pearl Harbor puis retiré en 1944                        |
| USS Wyoming        | Wyoming        | Dreadnought             | 1911  | 1912    | 1947 | Retiré en 1947                                                                     |
| USS Arkansas       | Wyoming        | Dreadnought             | 1911  | 1912    | 1946 | Retiré en 1946 et utilisé comme cible                                              |
| USS New York       | New York       | Superdreadnought        | 1912  | 1914    | 1948 | Retiré en 1946 et utilisé comme cible                                              |
| USS Texas          | New York       | Superdreadnought        | 1912  | 1914    | 1948 | Retiré en 1946 et transformé en navire-musée                                       |
| USS Nevada         | Nevada         | Superdreadnought        | 1912  | 1914    | 1948 | Retiré en 1946 et utilisé comme cible                                              |
| USS Oklahoma       | Nevada         | Superdreadnought        | 1914  | 1916    | 1947 | Endommagé par l'attaque de Pearl Harbor puis retiré en 1944                        |
| USS Pennsylvania   | Pennsylvania   | Superdreadnought        | 1915  | 1916    | 1948 | Retiré en 1946 et utilisé comme cible                                              |
| USS Arizona        | Pennsylvania   | Superdreadnought        | 1915  | 1916    | 1941 | Coulé pendant l'attaque de Pearl Harbor                                            |
| USS New Mexico     | New Mexico     | Superdreadnought        | 1917  | 1918    | 1947 | Retiré en 1946                                                                     |
| USS Mississippi    | New Mexico     | Superdreadnought        | 1917  | 1917    | 1956 | Retiré en 1956                                                                     |
| USS Idaho          | New Mexico     | Superdreadnought        | 1917  | 1919    | 1947 | Retiré en 1946                                                                     |
| USS Tennessee      | Tennessee      | Superdreadnought        | 1919  | 1920    | 1959 | Retiré en 1947                                                                     |
| USS California     | Tennessee      | Superdreadnought        | 1919  | 1921    | 1959 | Retiré en 1947                                                                     |
| USS Colorado       | Colorado       | Superdreadnought        | 1921  | 1923    | 1959 | Retiré en 1947                                                                     |
| USS Maryland       | Colorado       | Superdreadnought        | 1920  | 1921    | 1959 | Retiré en 1947                                                                     |
| USS West Virginia  | Colorado       | Superdreadnought        | 1921  | 1923    | 1959 | Retiré en 1947                                                                     |
| USS Washington     | Colorado       | Superdreadnought        | 1921  |         | 1924 | Jamais entré en service à cause du traité naval de Washington, utilisé comme cible |
| USS South Dakota   | South Dakota   | Superdreadnought        |       |         |      | Construction suspendue par le traité de Washington                                 |
| USS Indiana        | South Dakota   | Superdreadnought        |       |         |      | Construction suspendue par le traité de Washington                                 |
| USS Montana        | South Dakota   | Superdreadnought        |       |         |      | Construction suspendue par le traité de Washington                                 |
| USS North Carolina | South Dakota   | Superdreadnought        |       |         |      | Construction suspendue par le traité de Washington                                 |
| USS Massachusetts  | South Dakota   | Superdreadnought        |       |         |      | Construction suspendue par le traité de Washington                                 |
| USS North Carolina | North Carolina | Superdreadnought        | 1940  | 1941    |      | Retiré en 1947 et transformé en navire-musée                                       |
| USS Washington     | North Carolina | Superdreadnought        | 1940  | 1941    | 1961 | Retiré en 1947                                                                     |
| USS South Dakota   | South Dakota   | Superdreadnought        | 1941  | 1942    | 1962 | Retiré en 1947                                                                     |
| USS Indiana        | South Dakota   | Superdreadnought        | 1941  | 1942    | 1963 | Retiré en 1947                                                                     |
| USS Massachusetts  | South Dakota   | Superdreadnought        | 1941  | 1942    |      | Retiré en 1947 et transformé en navire-musée                                       |
| USS Alabama        | South Dakota   | Superdreadnought        | 1942  | 1942    | 1962 | Retiré en 1947 et transformé en navire-musée                                       |
| USS Iowa           | Iowa           | Superdreadnought        | 1942  | 1943    |      | Retiré en 1990 et transformé en navire-musée                                       |
| USS New Jersey     | Iowa           | Superdreadnought        | 1942  | 1943    |      | Retiré en 1991 et transformé en navire-musée                                       |
| USS Missouri       | Iowa           | Superdreadnought        | 1944  | 1944    |      | Retiré en 1992 et transformé en navire-musée                                       |
| USS Wisconsin      | Iowa           | Superdreadnought        | 1943  | 1944    |      | Retiré en 1991 et transformé en navire-musée                                       |
| USS Illinois       | Iowa           | Superdreadnought        |       |         |      | Construction suspendue                                                             |
| USS Kentucky       | Iowa           | Superdreadnought        |       |         |      | Construction suspendue                                                             |

## France
| Nom            | Classe         | Type                    | Lancé | Service | Fin          | Remarques                                                                            |
| -------------- | -------------- | ----------------------- | ----- | ------- | ------------ | ------------------------------------------------------------------------------------ |
| Gloire         | Gloire         | Cuirassé à coque en fer | 1859  | 1860    | 1883         | Retiré en 1879. C'est le premier navire cuirassé de l'histoire.                      |
| Invincible     | Gloire         | Cuirassé à coque en fer | 1861  | 1862    |              | Retiré en 1872                                                                       |
| Normandie      | Gloire         | Cuirassé à coque en fer | 1860  | 1862    |              | Retiré en 1871                                                                       |
| Couronne       |                | Cuirassé à coque en fer | 1861  | 1862    | 1932         | Retiré en 1908 et converti en navire atelier                                         |
| Magenta        | Magenta        | Cuirassé à coque en fer | 1861  |         | 1875         | Explose par accident                                                                 |
| Solférino      | Magenta        | Cuirassé à coque en fer | 1861  |         |              | Retiré en 1882                                                                       |
| Rochambeau     |                | Cuirassé à coque en fer | 1862  | 1867    | 1874         | Ex USS Dunderberg, vendu à la France en 1867                                         |
| Provence       | Provence       | Cuirassé à coque en fer | 1863  |         |              | Retiré en 1884                                                                       |
| Héroïne        | Provence       | Cuirassé à coque en fer | 1863  |         |              | Retiré en 1894                                                                       |
| Flandre        | Provence       | Cuirassé à coque en fer | 1864  |         |              | Retiré en 1886                                                                       |
| Savoie         | Gauloise       | Cuirassé à coque en fer | 1863  |         |              | Retiré en 1888                                                                       |
| Magnanime      | Gauloise       | Cuirassé à coque en fer | 1864  |         |              | Retiré en 1882                                                                       |
| Surveillante   | Gauloise       | Cuirassé à coque en fer | 1864  |         |              | Retiré en 1890                                                                       |
| Valeureuse     | Gauloise       | Cuirassé à coque en fer | 1864  |         |              | Retiré en 1886                                                                       |
| Gauloise       | Gauloise       | Cuirassé à coque en fer | 1865  |         |              | Retiré en 1883                                                                       |
| Guyenne        | Gauloise       | Cuirassé à coque en fer | 1865  |         |              | Retiré en 1882                                                                       |
| Revanche       | Gauloise       | Cuirassé à coque en fer | 1865  |         | 1893         |                                                                                      |
| Belliqueuse    |                | Cuirassé à coque en fer | 1865  |         | 1886         |                                                                                      |
| Océan          | Océan          | Cuirassé à coque en fer | 1868  |         |              | Retiré en 1894                                                                       |
| Marengo        | Océan          | Cuirassé à coque en fer | 1869  |         | 1896         |                                                                                      |
| Suffren        | Océan          | Cuirassé à coque en fer | 1870  |         |              | Retiré en 1897                                                                       |
| Friedland      |                | Cuirassé à coque en fer | 1873  |         |              | Retiré en 1902                                                                       |
| Richelieu      |                | Cuirassé à coque en fer | 1873  | 1876    |              | Retiré en 1901 et utilisé comme cible                                                |
| Colbert        | Colbert        | Cuirassé à coque en fer | 1875  | 1877    | 1910         | Retiré en 1900                                                                       |
| Trident        | Colbert        | Cuirassé à coque en fer | 1876  |         |              | Retiré en 1904                                                                       |
| Redoutable     |                | Cuirassé à coque en fer | 1876  | 1878    |              | Retiré en 1910                                                                       |
| Dévastation    | Dévastation    | Pré-Dreadnought         | 1879  | 1882    | 1923         | Retiré en 1922                                                                       |
| Courbet        | Dévastation    | Pré-Dreadnought         | 1882  | 1886    |              | Retiré en 1909                                                                       |
| Amiral Duperré |                | Pré-Dreadnought         | 1879  | 1883    | 1909         | Retiré en 1906                                                                       |
| Charles Martel | Charles Martel | Pré-Dreadnought         | 1883  |         |              | Construction arrêtée en 1886                                                         |
| Brennus        | Charles Martel | Pré-Dreadnought         | 1884  |         |              | Construction arrêtée en 1886                                                         |
| Amiral Baudin  | Amiral Baudin  | Pré-Dreadnought         | 1883  |         | 1910         |                                                                                      |
| Formidable     | Amiral Baudin  | Pré-Dreadnought         | 1885  | 1888    |              | Retiré en 1909                                                                       |
| Indomptable    | Terrible       | Pré-Dreadnought         |       | 1883    | 1927         |                                                                                      |
| Caïman         | Terrible       | Pré-Dreadnought         |       | 1885    | 1927         |                                                                                      |
| Requin         | Terrible       | Pré-Dreadnought         |       | 1885    |              | Retiré en 1920                                                                       |
| Terrible       | Terrible       | Pré-Dreadnought         |       | 1881    | 1908         | Retiré en 1908 et démoli en 1914                                                     |
| Hoche          |                | Pré-Dreadnought         | 1886  |         | 1913         | Retiré en 1910 et utilisé comme cible                                                |
| Marceau        | Marceau        | Pré-Dreadnought         | 1887  | 1891    | 1922         | Retiré en 1920                                                                       |
| Magenta        | Marceau        | Pré-Dreadnought         | 1890  | 1893    |              | Retiré en 1910                                                                       |
| Neptune        | Marceau        | Pré-Dreadnought         | 1887  | 1892    | 1913         | Retiré en 1908 et utilisé comme cible                                                |
| Brennus        |                | Pré-Dreadnought         | 1891  | 1893    | 1922         | Retiré en 1919                                                                       |
| Charles Martel |                | Pré-Dreadnought         | 1893  | 1896    | 1921         |                                                                                      |
| Carnot         |                | Pré-Dreadnought         | 1894  | 1897    | 1922         | Retiré en 1913                                                                       |
| Jauréguiberry  |                | Pré-Dreadnought         | 1893  | 1897    | 1934         | Retiré en 1920                                                                       |
| Masséna        |                | Pré-Dreadnought         | 1895  | 1898    | 1915         | Sabordé pendant la bataille des Dardanelles                                          |
| Bouvet         |                | Pré-Dreadnought         | 1895  | 1896    | 1915         | Coulé par une mine pendant la bataille des Dardanelles                               |
| Charlemagne    | Charlemagne    | Pré-Dreadnought         | 1895  | 1899    |              | Retiré en 1920                                                                       |
| Saint-Louis    | Charlemagne    | Pré-Dreadnought         | 1896  | 1898    | 1933         | Retiré en 1920, puis bateau-école, ponton-caserne, et mis à la ferraille en 1932     |
| Gaulois        | Charlemagne    | Pré-Dreadnought         | 1896  | 1898    | 1916         | Torpillé par le U-boot B-47                                                          |
| Iéna           |                | Pré-Dreadnought         | 1898  | 1902    | 1909         | Retiré en 1907 et utilisé comme cible                                                |
| Suffren        |                | Pré-Dreadnought         | 1899  | 1903    | 1916         | Torpillé par le U-52                                                                 |
| République     | République     | Pré-Dreadnought         | 1902  | 1906    |              | Retiré en 1921                                                                       |
| Patrie         | République     | Pré-Dreadnought         | 1903  | 1906    |              | Retiré en 1928                                                                       |
| Justice        | Liberté        | Pré-Dreadnought         | 1904  | 1908    |              | Retiré en 1922 par le traité naval de Washington                                     |
| Liberté        | Liberté        | Pré-Dreadnought         | 1905  | 1908    | 1911         | Explose par accident                                                                 |
| Vérité         | Liberté        | Pré-Dreadnought         | 1907  | 1908    |              | Retiré en 1922 par le traité de Washington                                           |
| Démocratie     | Liberté        | Pré-Dreadnought         | 1904  | 1908    |              | Retiré en 1921                                                                       |
| Danton         | Danton         | Pré-Dreadnought         | 1909  | 1911    | 19 mars 1917 | Torpillé par le U-64                                                                 |
| Voltaire       | Danton         | Pré-Dreadnought         | 1911  |         | 1939         | Retiré en 1935                                                                       |
| Diderot        | Danton         | Pré-Dreadnought         | 1909  | 1911    | 1937         |                                                                                      |
| Condorcet      | Danton         | Pré-Dreadnought         | 1909  | 1911    | 1942         | Converti en cargo en 1932, sabordé à Toulon                                          |
| Mirabeau       | Danton         | Pré-Dreadnought         | 1909  | 1911    | 1928         | Retiré en 1921 et utilisé comme cible                                                |
| Vergniaud      | Danton         | Pré-Dreadnought         | 1910  | 1911    | 1928         | Retiré en 1921                                                                       |
| Courbet        | Courbet        | Dreadnought             | 1911  | 1913    | 1941         | Saisi en 1940 par la Royal Navy et cédé aux FNFL                                     |
| Paris          | Courbet        | Dreadnought             | 1912  | 1914    | 1955         | Saisi en 1940 par la Royal Navy et restitué en 1945                                  |
| Jean Bart      | Courbet        | Dreadnought             | 1911  | 1913    | 1946         | Saisi par l'Allemagne en 1942 et utilisé comme cible                                 |
| France         | Courbet        | Dreadnought             | 1912  | 1914    | 1922         | Coulé par échouage au large de Quiberon                                              |
| Provence       | Bretagne       | Dreadnought             | 1913  | 1915    | 1949         | Avarié à Mers el-Kébir puis sabordé à Toulon en 1942                                 |
| Bretagne       | Bretagne       | Dreadnought             | 1913  | 1915    | 1952         | Coulé en 1940 pendant la bataille de Mers el-Kébir, renfloué puis mis à la ferraille |
| Lorraine       | Bretagne       | Dreadnought             | 1913  | 1916    | 1954         | Converti en navire d'entraînement en 1945                                            |
| Normandie      | Normandie      | Dreadnought             | 1914  |         | 1924         | Retiré en 1922 par le traité naval de Washington                                     |
| Gascogne       | Normandie      | Dreadnought             | 1914  |         | 1924         | Retiré en 1922 par le traité de Washington                                           |
| Flandre        | Normandie      | Dreadnought             | 1914  |         | 1924         | Retiré en 1922 par le traité de Washington                                           |
| Languedoc      | Normandie      | Dreadnought             | 1916  |         | 1929         | Retiré en 1922 par le traité de Washington                                           |
| Béarn          | Normandie      | Dreadnought             | 1920  | 1928    | 1967         | Converti en 1923 en porte-avions                                                     |
| Dunkerque      | Dunkerque      | Cuirassé rapide         | 1932  | 1936    | 1942         | Avarié à Mers el-Kébir, sabordé à Toulon puis mis à la ferraille                     |
| Strasbourg     | Dunkerque      | Cuirassé rapide         | 1934  | 1938    | 1942         | Échappé de Mers el-Kébir, sabordé à Toulon puis mis à la ferraille                   |
| Richelieu      | Richelieu      | Cuirassé rapide         | 1939  | 1940    | 1968         | Retiré en 1967                                                                       |
| Jean Bart      | Richelieu      | Cuirassé rapide         | 1940  | 1949    | 1969         | Retiré en 1961                                                                       |
| Clemenceau     | Richelieu      | Cuirassé rapide         | 1943  |         | 1944         | Jamais terminé, coulé par bombardement allié                                         |

## Grèce
| Nom                   | Classe      | Type                    | Lancé | Service | Fin  | Remarques                                                                   |
| --------------------- | ----------- | ----------------------- | ----- | ------- | ---- | --------------------------------------------------------------------------- |
| Vasilissa Olga        |             | Cuirassé à coque en fer | 1870  | 1870    | 1925 | Retiré en 1925                                                              |
| Kilkis (en)           | Mississippi | Pré-Dreadnought         | 1905  | 1914    | 1941 | Ex-USS Mississippi, coulé par la Luftwaffe pendant la bataille de Grèce     |
| Limnos                | Mississippi | Pré-Dreadnought         | 1905  | 1914    | 1941 | Ex-USS Idaho, coulé par la Luftwaffe pendant la bataille de Grèce           |
| Salamis (en)          |             | Dreadnought             | 1914  |         | 1932 | Construction stoppée en 1914, artillerie d'origine américaine jamais livrée |
| Basileus Konstantinos | Bretagne    | Superdreadnought        | 1914  |         | 1918 | Construction à la fin de la Première Guerre mondiale                        |

## Italie
| Nom                     | Classe                | Type                    | Lancé | Service | Fin  | Remarques                                          |
| ----------------------- | --------------------- | ----------------------- | ----- | ------- | ---- | -------------------------------------------------- |
| Terribile               | Formidabile           | Cuirassé à coque en fer | 1861  |         | 1904 | Retiré en 1904                                     |
| Formidabile             | Formidabile           | Cuirassé à coque en fer | 1861  |         | 1903 | Retiré en 1903                                     |
| Principe di Carignano   | Principe di Carignano | Cuirassé à coque en fer | 1863  |         | 1900 |                                                    |
| Messina (en)            | Principe di Carignano | Cuirassé à coque en fer | 1864  |         | 1900 |                                                    |
| Conte Verde (en)        | Principe di Carignano | Cuirassé à coque en fer | 1867  |         | 1900 |                                                    |
| Re d'Italia (en)        | Re d'Italia           | Cuirassé à coque en fer | 1863  |         | 1866 | Coulé à la bataille de Lissa                       |
| Re di Portogallo (en)   | Re d'Italia           | Cuirassé à coque en fer | 1863  |         | 1880 |                                                    |
| Regina Maria Pia (en)   | Regina Maria Pia      | Cuirassé à coque en fer | 1863  |         | 1904 |                                                    |
| San Martino (en)        | Regina Maria Pia      | Cuirassé à coque en fer | 1863  |         | 1904 |                                                    |
| Castelfidardo (en)      | Regina Maria Pia      | Cuirassé à coque en fer | 1863  |         | 1910 |                                                    |
| Ancona (en)             | Regina Maria Pia      | Cuirassé à coque en fer | 1864  |         | 1904 |                                                    |
| Roma (en)               | Roma                  | Cuirassé à coque en fer | 1865  |         | 1896 | Explose par accident                               |
| Venezia                 | Roma                  | Cuirassé à coque en fer | 1869  |         | 1895 |                                                    |
| Affondatore             |                       | Cuirassé à coque en fer | 1865  | 1866    | 1907 | Converti en navire école en 1900                   |
| Palestro                | Principe Amedeo       | Cuirassé à coque en fer | 1871  |         | 1902 |                                                    |
| Principe Amedeo         | Principe Amedeo       | Cuirassé à coque en fer | 1872  |         | 1910 |                                                    |
| Caio Duilio (en)        | Caio Duilio           | Cuirassé à coque en fer | 1876  | 1880    | 1909 | Retiré en 1906                                     |
| Dandolo (en)            | Caio Duilio           | Cuirassé à coque en fer | 1878  | 1882    |      | Retiré en 1920                                     |
| Italia (en)             | Italia                | Cuirassé à coque en fer | 1880  |         |      |                                                    |
| Lepanto (en)            | Italia                | Cuirassé à coque en fer | 1883  |         | 1915 |                                                    |
| Ruggiero di Lauria (en) | Ruggiero di Lauria    | Cuirassé à coque en fer | 1884  |         | 1946 |                                                    |
| Francesco Morosini (en) | Ruggiero di Lauria    | Cuirassé à coque en fer | 1885  |         | 1909 | Sabordé                                            |
| Andrea Doria (en)       | Ruggiero di Lauria    | Cuirassé à coque en fer | 1885  |         | 1929 |                                                    |
| Re Umberto              | Re Umberto            | Cuirassé à coque en fer | 1888  |         |      |                                                    |
| Sardegna                | Re Umberto            | Cuirassé à coque en fer | 1890  |         |      |                                                    |
| Sicilia                 | Re Umberto            | Cuirassé à coque en fer | 1891  |         |      |                                                    |
| Emanuele Filiberto      | Emanuele Filiberto    | Pré-dreadnought         | 1897  |         |      |                                                    |
| Ammiraglio di Saint Bon | Emanuele Filiberto    | Pré-dreadnought         | 1897  |         |      |                                                    |
| Regina Margherita       | Regina Margherita     | Pré-dreadnought         | 1901  |         | 1916 | Coulé par une mine                                 |
| Benedetto Brin          | Regina Margherita     | Pré-dreadnought         | 1901  |         | 1915 | Explose par accident                               |
| Vittorio Emanuele       | Regina Elena          | Pré-dreadnought         | 1904  |         |      |                                                    |
| Regina Elena            | Regina Elena          | Pré-dreadnought         | 1904  |         |      |                                                    |
| Napoli                  | Regina Elena          | Pré-dreadnought         | 1905  |         | 1928 |                                                    |
| Roma                    | Regina Elena          | Pré-dreadnought         | 1909  |         |      |                                                    |
| Dante Alighieri         |                       | Dreadnought             | 1910  | 1913    |      | Retiré en 1928                                     |
| Conte di Cavour         | Conte di Cavour       | Dreadnought             | 1911  | 1915    | 1947 | Saisi par l'Allemagne en 1943                      |
| Giulio Cesare           | Conte di Cavour       | Dreadnought             | 1911  | 1915    |      | Cédé à l'URSS en 1945 et renommé Novorossiysk      |
| Leonardo da Vinci       | Conte di Cavour       | Dreadnought             | 1911  | 1915    | 1923 | Endommagé par sabotage en 1916, jamais réparé      |
| Andrea Doria            | Andrea Doria          | Dreadnought             | 1913  | 1916    | 1956 | Converti en navire d'entraînement en 1943          |
| Caio Duilio             | Andrea Doria          | Dreadnought             | 1913  |         | 1957 | Converti en navire d'entraînement en 1943          |
| Francesco Caracciolo    | Fancesco Caracciolo   | Superdreadnought        | 1920  |         |      | Construction suspendue par le traité de Washington |
| Cristoforo Colombo      | Fancesco Caracciolo   | Superdreadnought        |       |         |      | Construction suspendue par le traité de Washington |
| Marcantonio Colonna     | Fancesco Caracciolo   | Superdreadnought        |       |         |      | Construction suspendue par le traité de Washington |
| Francesco Morosini      | Fancesco Caracciolo   | Superdreadnought        |       |         |      | Construction suspendue par le traité de Washington |
| Littorio                | Littorio              | Superdreadnought        | 1937  | 1940    | 1948 | Renommé Italia en 1943                             |
| Vittorio Veneto         | Littorio              | Superdreadnought        | 1937  | 1940    | 1948 |                                                    |
| Roma                    | Littorio              | Superdreadnought        | 1940  | 1942    | 1943 | Coulé par la Luftwaffe                             |
| Impero                  | Littorio              | Superdreadnought        | 1939  |         | 1948 | Jamais terminé                                     |

## Japon
| Nom             | Classe                | Type                    | Lancé | Service | Fin  | Remarques                                                                       |
| --------------- | --------------------- | ----------------------- | ----- | ------- | ---- | ------------------------------------------------------------------------------- |
| Kōtetsu         |                       | Cuirassé à coque en fer | 1864  | 1869    | 1888 | Relégué au service portuaire cette même année.                                  |
| Ryūjō (en)      |                       | Cuirassé à coque en fer | 1869  | 1870    | 1893 | Revendu pour démolition en 1908                                                 |
| Ryūjō (en)      | Kongō                 | Cuirassé à coque en fer | 1877  | 1878    | 1909 | Revendu pour démolition en 1910                                                 |
| Hiei (en)       | Kongō                 | Cuirassé à coque en fer | 1877  | 1878    | 1911 | Revendu pour démolition en 1912                                                 |
| Fusō (en)       |                       | Cuirassé à coque en fer | 1877  | 1878    | 1908 | Revendu pour démolition en 1909                                                 |
| Chin'En (en)    |                       | Cuirassé à coque en fer | 1882  | 1897    | 1914 | Ex Chen Yuan capturé à la Chine en 1895                                         |
| Fuji            | Fuji                  | Pré-dreadnought         | 1896  | 1897    | 1948 | Retiré en 1922 et converti en navire d'entraînement                             |
| Yashima (en)    | Fuji                  | Pré-dreadnought         | 1896  | 1897    | 1904 | Coulé par une mine                                                              |
| Shikishima (en) | Shikishima            | Pré-dreadnought         | 1898  | 1900    | 1948 | Retiré en 1923 et converti en navire d'entraînement                             |
| Hatsuse (en)    | Shikishima            | Pré-dreadnought         | 1899  | 1901    | 1904 | Coulé par une mine                                                              |
| Asahi           |                       | Pré-dreadnought         | 1899  | 1900    | 1942 | Torpillé par le sous-marin USS Salmon                                           |
| Mikasa          |                       | Pré-dreadnought         | 1900  | 1902    |      | Retiré en 1923, transformé en navire musée                                      |
| Sagami          | Peresvet              | Pré-dreadnought         | 1898  | 1905    | 1917 | Ex-Peresvet capturé à la Russie puis rendu. Coulé par une mine                  |
| Suwo            | Peresvet              | Pré-dreadnought         | 1900  | 1908    | 1946 | Ex Pobeda capturé à la Russie en 1904                                           |
| Hizen           |                       | Pré-dreadnought         | 1900  | 1908    | 1923 | Ex Retvizan capturé à la Russie en 1904                                         |
| Tango           | Petropavlovsk         | Pré-dreadnought         | 1894  | 1905    | 1923 | Ex Poltava capturé à la Russie en 1904 et restitué en 1916                      |
| Iki             | Empereur Alexandre II | Pré-dreadnought         | 1889  | 1905    | 1915 | Ex Empereur Nicolas Ier capturé à la Russie en 1905                             |
| Iwami           | Borodino              | Pré-dreadnought         | 1902  | 1905    | 1924 | Ex Orel capturé à la Russie en 1905                                             |
| Katori (en)     | Kashima               | Pré-dreadnought         | 1905  | 1906    | 1924 | Retiré en 1923 par le traité naval de Washington                                |
| Kashima (en)    | Kashima               | Pré-dreadnought         | 1905  | 1906    | 1924 | Retiré en 1923 par le traité de Washington                                      |
| Satsuma         | Satsuma               | Pré-dreadnought         | 1906  | 1910    | 1924 | Retiré en 1923 par le traité de Washington et utilisé comme cible               |
| Aki             | Satsuma               | Pré-dreadnought         | 1907  | 1911    | 1924 | Retiré en 1923 par le traité de Washington et utilisé comme cible               |
| Kawachi         | Kawachi               | Dreadnought             | 1910  | 1912    | 1918 | Explose par accident                                                            |
| Settsu          | Kawachi               | Dreadnought             | 1911  | 1912    | 1947 | Retiré en 1922 et utilisé comme cible                                           |
| Fusō            | Fusō                  | Superdreadnought        | 1914  | 1915    | 1944 | Coulé pendant la bataille du golfe de Leyte                                     |
| Yamashiro       | Fusō                  | Superdreadnought        | 1915  | 1917    | 1944 | Coulé pendant la bataille du golfe de Leyte                                     |
| Ise             | Ise                   | Superdreadnought        | 1916  | 1917    | 1945 | Coulé par des Corsair de l'USS Hancock                                          |
| Hyūga           | Ise                   | Superdreadnought        | 1917  | 1918    | 1947 | Retiré en 1945                                                                  |
| Nagato          | Nagato                | Superdreadnought        | 1919  | 1920    | 1946 | Retiré en 1945 et utilisé comme cible                                           |
| Mutsu           | Nagato                | Superdreadnought        | 1920  | 1921    | 1943 | Explose par accident                                                            |
| Tosa            | Tosa                  | Superdreadnought        | 1921  |         | 1925 | Construction suspendue par le traité naval de Washington et utilisé comme cible |
| Kaga            | Tosa                  | Superdreadnought        | 1921  | 1929    | 1942 | Transformé en porte-avion en 1922, coulé à la bataille de Midway                |
| Yamato          | Yamato                | Superdreadnought        | 1940  | 1941    | 1945 | Coulé pendant l'Opération Ten-Gō                                                |
| Musashi         | Yamato                | Superdreadnought        | 1940  | 1942    | 1944 | Coulé pendant la bataille du golfe de Leyte                                     |
| Shinano         | Yamato                | Superdreadnought        | 1944  | 1944    | 1944 | Transformé en porte-avions en 1942 et torpillé par le sous-marin USS Archerfish |

## Royaume-Uni
| Nom                  | Classe          | Type                    | Lancé | Service | Fin  | Remarques                                                                 |
| -------------------- | --------------- | ----------------------- | ----- | ------- | ---- | ------------------------------------------------------------------------- |
| HMS Warrior          | Warrior         | Cuirassé à coque en fer | 1860  | 1861    |      | Retiré en 1883 et transformé en navire musée                              |
| HMS Black Prince     | Warrior         | Cuirassé à coque en fer | 1861  | 1862    | 1923 | Converti en 1896 en navire d'entrainement                                 |
| HMS Defence          | Defence         | Cuirassé à coque en fer | 1861  | 1861    | 1935 | Converti en 1890 en navire-atelier                                        |
| HMS Resistance       | Defence         | Cuirassé à coque en fer | 1861  | 1862    | 1898 | Retiré en 1885 et utilisé comme cible                                     |
| HMS Hector           | Hector          | Cuirassé à coque en fer | 1861  | 1862    | 1905 | Retiré en 1886                                                            |
| HMS Valiant          | Hector          | Cuirassé à coque en fer | 1863  | 1868    | 1957 | Retiré en 1885 et transformé en réservoir de carburant en 1926            |
| HMS Achilles         |                 | Cuirassé à coque en fer | 1863  | 1864    | 1925 | Retiré en 1885, transformé en cargo en 1902                               |
| HMS Minotaur         | Minotaur        | Cuirassé à coque en fer | 1863  | 1868    | 1922 | Retiré en 1887, converti en 1893 en navire d'entraînement                 |
| HMS Agincourt        | Minotaur        | Cuirassé à coque en fer | 1865  | 1867    | 1960 | Retiré et converti en navire d'entraînement en 1893                       |
| HMS Northumberland   | Minotaur        | Cuirassé à coque en fer | 1866  | 1868    | 1935 | Retiré et converti en navire d'entrainement en 1891                       |
| HMS Prince Consort   | Prince Consort  | Cuirassé à coque en fer | 1862  | 1864    | 1882 |                                                                           |
| HMS Caledonia        | Prince Consort  | Cuirassé à coque en fer | 1862  | 1865    | 1886 | Retiré en 1875                                                            |
| HMS Ocean            | Prince Consort  | Cuirassé à coque en fer | 1862  | 1866    | 1882 |                                                                           |
| HMS Royal Oak        |                 | Cuirassé à coque en fer | 1862  | 1863    | 1885 |                                                                           |
| HMS Research         |                 | Cuirassé à coque en fer | 1863  | 1864    | 1884 |                                                                           |
| HMS Royal Alfred     |                 | Cuirassé à coque en fer | 1864  | 1867    | 1885 | Retiré en 1875                                                            |
| HMS Enterprise       |                 | Cuirassé à coque en fer | 1864  | 1864    | 1886 | Retiré en 1871                                                            |
| HMS Favorite         |                 | Cuirassé à coque en fer | 1864  | 1866    | 1886 | Retiré en 1876                                                            |
| HMS Zealous          |                 | Cuirassé à coque en fer | 1864  | 1866    | 1886 | Retiré en 1875                                                            |
| HMS Repulse          |                 | Cuirassé à coque en fer | 1868  | 1870    | 1889 | Retiré en 1885                                                            |
| HMS Lord Clyde       | Lord Clyde      | Cuirassé à coque en fer | 1864  | 1866    | 1875 |                                                                           |
| HMS Lord Warden      | Lord Clyde      | Cuirassé à coque en fer | 1865  | 1867    | 1889 | Retiré en 1885                                                            |
| HMS Pallas           |                 | Cuirassé à coque en fer | 1865  | 1866    | 1886 | Retiré en 1879                                                            |
| HMS Bellerophon      |                 | Cuirassé à coque en fer | 1865  | 1866    | 1922 | Retiré en 1903 et convertit en navire d'entrainement en 1904              |
| HMS Penelope         |                 | Cuirassé à coque en fer | 1867  | 1868    | 1912 | Retiré en 1887 et converti en navire prison en 1897                       |
| HMS Hercules         |                 | Cuirassé à coque en fer | 1868  | 1868    | 1932 | Retiré en 1904 et converti en cargo                                       |
| HMS Monarch          |                 | Cuirassé à coque en fer | 1868  | 1869    | 1905 | Retiré en 1902                                                            |
| HMS Captain          |                 | Cuirassé à coque en fer | 1869  | 1870    | 1870 | Chavire et coule au large du cap Finisterre                               |
| HMS Audacious        | Audacious       | Cuirassé à coque en fer | 1869  | 1870    | 1927 | Retiré et converti en navire atelier en 1902                              |
| HMS Invincible       | Audacious       | Cuirassé à coque en fer | 1869  | 1870    | 1914 | Retiré en 1893 et converti en navire d'entrainement en 1906               |
| HMS Iron Duke        | Audacious       | Cuirassé à coque en fer | 1870  | 1871    | 1906 | Retiré en 1893 et converti en dépôt de charbon en 1900                    |
| HMS Vanguard         | Audacious       | Cuirassé à coque en fer | 1870  | 1870    | 1875 | Coulé par collision avec le Iron Duke                                     |
| HMS Swiftsure        | Swiftsure       | Cuirassé à coque en fer | 1870  | 1872    | 1908 | Retiré en 1901                                                            |
| HMS Triumph          | Swiftsure       | Cuirassé à coque en fer | 1870  | 1873    | 1921 | Retiré et converti en navire d'entraînement en 1910                       |
| HMS Sultan           |                 | Cuirassé à coque en fer | 1870  | 1871    | 1946 | S'échoue en 1889, retiré en 1906 et converti en navire atelier            |
| HMS Devastation      | Devastation     | Pré-Dreadnought         | 1871  | 1873    | 1908 |                                                                           |
| HMS Thunderer        | Devastation     | Pré-Dreadnought         | 1872  | 1877    | 1909 | Retiré en 1909                                                            |
| HMS Alexandra        |                 | Pré-Dreadnought         | 1875  | 1877    | 1908 | Retiré et converti en navire d'entraînement en 1903                       |
| HMS Temeraire        |                 | Pré-Dreadnought         | 1876  | 1877    | 1921 | Retiré en 1904, converti en cargo en 1915                                 |
| HMS Superb           |                 | Pré-Dreadnought         | 1875  | 1880    | 1906 | Retiré en 1894                                                            |
| HMS Neptune          |                 | Pré-Dreadnought         | 1874  | 1881    | 1903 | Construit initialement pour le Brésil                                     |
| HMS Dreadnought      |                 | Pré-Dreadnought         | 1875  | 1879    | 1908 | Retiré en 1905                                                            |
| HMS Inflexible       |                 | Pré-Dreadnought         | 1876  | 1881    | 1903 | Retiré en 1901                                                            |
| HMS Agamemnon        | Ajax            | Pré-Dreadnought         | 1879  | 1883    | 1903 | Retiré en 1901                                                            |
| HMS Ajax             | Ajax            | Pré-Dreadnought         | 1880  | 1883    | 1904 | Retiré en 1901                                                            |
| HMS Colossus         | Colossus        | Pré-Dreadnought         | 1882  | 1886    | 1908 | Retiré en 1901                                                            |
| HMS Edinburgh        | Colossus        | Pré-Dreadnought         | 1882  | 1887    | 1910 | Retiré en 1908 et utilisé comme cible                                     |
| HMS Collingwood      | Admiral         | Pré-Dreadnought         | 1882  | 1887    | 1909 | Retiré en 1903                                                            |
| HMS Rodney           | Admiral         | Pré-Dreadnought         | 1884  | 1888    | 1909 | Retiré en 1901                                                            |
| HMS Howe             | Admiral         | Pré-Dreadnought         | 1885  | 1889    | 1910 | Retiré en 1901                                                            |
| HMS Benbow           | Admiral         | Pré-Dreadnought         | 1885  | 1888    | 1909 | Retiré en 1904                                                            |
| HMS Camperdown       | Admiral         | Pré-Dreadnought         | 1885  | 1889    | 1911 | Retiré en 1908                                                            |
| HMS Anson            | Admiral         | Pré-Dreadnought         | 1886  | 1889    | 1909 | Retiré en 1904                                                            |
| HMS Victoria         | Victoria        | Pré-Dreadnought         | 1887  | 1890    | 1893 | Coulé par collision avec le Camperdown                                    |
| HMS Sans Pareil      | Victoria        | Pré-Dreadnought         | 1887  | 1891    | 1907 | Retiré en 1904                                                            |
| HMS Trafalgar        | Trafalgar       | Pré-Dreadnought         | 1888  | 1890    | 1912 | Retiré en 1909                                                            |
| HMS Nile             | Trafalgar       | Pré-Dreadnought         | 1888  | 1891    | 1912 | Retiré en 1903                                                            |
| HMS Royal Sovereign  | Royal Sovereign | Pré-Dreadnought         | 1891  | 1892    | 1913 | Retiré en 1909                                                            |
| HMS Empress of India | Royal Sovereign | Pré-Dreadnought         | 1891  | 1893    | 1913 | Retiré en 1913 et utilisé comme cible                                     |
| HMS Repulse          | Royal Sovereign | Pré-Dreadnought         | 1892  | 1894    | 1911 | Retiré en 1910                                                            |
| HMS Ramillies        | Royal Sovereign | Pré-Dreadnought         | 1892  | 1893    | 1913 | Retiré en 1911                                                            |
| HMS Resolution       | Royal Sovereign | Pré-Dreadnought         | 1892  | 1893    | 1914 |                                                                           |
| HMS Revenge          | Royal Sovereign | Pré-Dreadnought         | 1892  | 1894    | 1919 | Retiré en 1915                                                            |
| HMS Royal Oak        | Royal Sovereign | Pré-Dreadnought         | 1892  | 1896    | 1914 | Retiré en 1911                                                            |
| HMS Hood             | Royal Sovereign | Pré-Dreadnought         | 1891  | 1893    | 1914 | Royal Sovereign avec des tourelles. Retiré en 1914 et utilisé comme cible |
| HMS Centurion        | Centurion       | Pré-Dreadnought         | 1892  | 1894    | 1910 |                                                                           |
| HMS Barfleur         | Centurion       | Pré-Dreadnought         | 1892  | 1894    | 1910 |                                                                           |
| HMS Renown           |                 | Pré-Dreadnought         | 1895  | 1897    | 1914 | Dérivé des Centurion. Converti en navire d'entraînement en 1909           |
| HMS Magnificent      | Majestic        | Pré-Dreadnought         | 1894  | 1895    | 1921 | Retiré en 1921                                                            |
| HMS Majestic         | Majestic        | Pré-Dreadnought         | 1895  | 1895    | 1915 | Torpillé par le U-21                                                      |
| HMS Prince George    | Majestic        | Pré-Dreadnought         | 1895  | 1896    | 1921 | Sombre pendant une tempête                                                |
| HMS Victorious       | Majestic        | Pré-Dreadnought         | 1895  | 1896    | 1923 | Retiré en 1915 et converti en navire atelier                              |
| HMS Jupiter          | Majestic        | Pré-Dreadnought         | 1895  | 1905    | 1920 | Retiré en 1918                                                            |
| HMS Mars             | Majestic        | Pré-Dreadnought         | 1896  | 1897    | 1921 | Retiré en 1915 et converti en navire atelier                              |
| HMS Hannibal         | Majestic        | Pré-Dreadnought         | 1896  |         | 1920 | Retiré en 1915 et converti en cargo                                       |
| HMS Caesar           | Majestic        | Pré-Dreadnought         | 1896  | 1897    | 1921 | Retiré en 1915 et converti en cargo                                       |
| HMS Illustrious      | Majestic        | Pré-Dreadnought         | 1896  | 1898    | 1920 | Retiré en 1915 et converti en cargo                                       |
| HMS Canopus          | Canopus         | Pré-Dreadnought         | 1897  | 1899    | 1920 | Retiré en 1919                                                            |
| HMS Goliath          | Canopus         | Pré-Dreadnought         | 1898  | 1900    | 1915 | Torpillé par le U-21                                                      |
| HMS Albion           | Canopus         | Pré-Dreadnought         | 1898  | 1901    | 1919 | Retiré en 1919                                                            |
| HMS Ocean            | Canopus         | Pré-Dreadnought         | 1898  | 1901    | 1915 | Coulé à la bataille des Dardanelles                                       |
| HMS Glory            | Canopus         | Pré-Dreadnought         | 1899  | 1900    | 1922 | Retiré en 1919                                                            |
| HMS Vengeance        | Canopus         | Pré-Dreadnought         | 1899  |         | 1921 |                                                                           |
| HMS Formidable       | Formidable      | Pré-Dreadnought         | 1898  | 1901    | 1915 | Torpillé par le U-24                                                      |
| HMS Irresistible     | Formidable      | Pré-Dreadnought         | 1898  | 1902    | 1915 | Coulé à la bataille des Dardanelles                                       |
| HMS Implacable       | Formidable      | Pré-Dreadnought         | 1899  | 1901    | 1921 | Converti en cargo en 1917                                                 |
| HMS London           | Formidable      | Pré-Dreadnought         | 1899  | 1902    | 1920 |                                                                           |
| HMS Bulwark          | Formidable      | Pré-Dreadnought         | 1899  | 1902    | 1914 | Explose par accident                                                      |
| HMS Venerable        | Formidable      | Pré-Dreadnought         | 1899  | 1902    | 1920 | Converti en cargo en 1915                                                 |
| HMS Queen            | Formidable      | Pré-Dreadnought         | 1902  | 1904    | 1920 |                                                                           |
| HMS Prince of Wales  | Formidable      | Pré-Dreadnought         | 1902  | 1904    | 1921 |                                                                           |
| HMS Russell          | Duncan          | Pré-Dreadnought         | 1901  |         | 1916 | Coulé par une mine                                                        |
| HMS Albemarle        | Duncan          | Pré-Dreadnought         | 1901  | 1903    | 1922 | Retiré en 1916 et utilisé comme brise-glace                               |
| HMS Montagu          | Duncan          | Pré-Dreadnought         | 1901  | 1903    | 1906 | Échoué sur l'île Lundy                                                    |
| HMS Duncan           | Duncan          | Pré-Dreadnought         | 1901  |         | 1920 |                                                                           |
| HMS Cornwallis       | Duncan          | Pré-Dreadnought         | 1901  |         | 1917 | Torpillé par le U-32                                                      |
| HMS Exmouth          | Duncan          | Pré-Dreadnought         | 1901  |         | 1920 |                                                                           |
| HMS Commonwealth     | King Edward VII | Pré-Dreadnought         | 1903  | 1905    | 1921 | Converti en navire d'entrainement en 1918                                 |
| HMS King Edward VII  | King Edward VII | Pré-Dreadnought         | 1903  |         | 1916 | Coulé par une mine                                                        |
| HMS Dominion         | King Edward VII | Pré-Dreadnought         | 1903  | 1905    | 1921 | Retiré en 1918                                                            |
| HMS Hindustan        | King Edward VII | Pré-Dreadnought         | 1903  | 1905    | 1921 | Retiré en 1918                                                            |
| HMS New Zealand (en) | King Edward VII | Pré-Dreadnought         | 1904  | 1905    | 1921 | Converti en navire d'entraînement en 1918                                 |
| HMS Britannia        | King Edward VII | Pré-Dreadnought         | 1904  | 1906    | 1918 | Torpillé par le U-50                                                      |
| HMS Africa (en)      | King Edward VII | Pré-Dreadnought         | 1905  | 1906    | 1920 | Retiré en 1918                                                            |
| HMS Hibernia         | King Edward VII | Pré-Dreadnought         | 1905  | 1907    | 1921 |                                                                           |
| HMS Swiftsure        | Swiftsure       | Pré-Dreadnought         | 1903  | 1904    | 1920 |                                                                           |
| HMS Triumph          | Swiftsure       | Pré-Dreadnought         | 1903  |         | 1915 | Torpillé par le U-21                                                      |
| HMS Agamemnon        | Lord Nelson     | Pré-Dreadnought         | 1905  | 1906    | 1927 | Retiré en 1919 et utilisé comme cible                                     |
| HMS Lord Nelson (en) | Lord Nelson     | Pré-Dreadnought         | 1906  | 1908    | 1920 | Retiré en 1919                                                            |
| HMS Dreadnought      |                 | Dreadnought             | 1906  | 1906    | 1923 | Retiré en 1919                                                            |
| HMS Bellerophon      | Bellerophon     | Dreadnought             | 1907  | 1909    | 1921 | Retiré en 1919                                                            |
| HMS Superb           | Bellerophon     | Dreadnought             | 1907  | 1909    | 1922 | Retiré en 1919                                                            |
| HMS Temeraire        | Bellerophon     | Dreadnought             | 1907  | 1909    | 1921 | Retiré en 1921                                                            |
| HMS St. Vincent      | St. Vincent     | Dreadnought             | 1908  | 1910    | 1921 | Converti en navire d'entraînement en 1919                                 |
| HMS Collingwood      | St. Vincent     | Dreadnought             | 1908  | 1910    | 1922 | Converti en navire d'entraînement en 1916                                 |
| HMS Vanguard         | St. Vincent     | Dreadnought             | 1909  | 1910    | 1917 | Explose par accident                                                      |
| HMS Neptune          |                 | Dreadnought             | 1909  | 1911    | 1922 |                                                                           |
| HMS Colossus (en)    | Colossus        | Dreadnought             | 1910  | 1911    | 1928 | Retiré par le traité naval de Washington                                  |
| HMS Hercules         | Colossus        | Dreadnought             | 1910  | 1911    | 1921 | Retiré en 1919                                                            |
| HMS Orion            | Orion           | Superdreadnought        | 1910  | 1912    | 1922 | Retiré par le traité de Washington                                        |
| HMS Monarch          | Orion           | Superdreadnought        | 1911  | 1912    | 1925 | Retiré en 1921 et utilisé comme cible                                     |
| HMS Conqueror (en)   | Orion           | Superdreadnought        | 1911  | 1912    | 1922 | Retiré par le traité de Washington                                        |
| HMS Thunderer        | Orion           | Superdreadnought        | 1911  | 1912    | 1926 | Retiré par le traité de Washington                                        |
| HMS King George V    | King George V   | Superdreadnought        | 1911  | 1912    | 1926 | Retiré en 1919 converti en navire d'entraînement en 1923                  |
| HMS Centurion        | King George V   | Superdreadnought        | 1911  | 1913    | 1944 | Retiré par le traité de Washington puis utilisé comme cible               |
| HMS Audacious        | King George V   | Superdreadnought        | 1912  | 1913    | 1914 | Coulé par une mine                                                        |
| HMS Ajax (en)        | King George V   | Superdreadnought        | 1912  | 1913    | 1926 | Retiré en 1924                                                            |
| HMS Iron Duke        | Iron Duke       | Superdreadnought        | 1912  | 1914    | 1948 | Converti en navire d'entraînement en 1931                                 |
| HMS Marlborough      | Iron Duke       | Superdreadnought        | 1912  | 1914    | 1932 | Retiré en 1932                                                            |
| HMS Benbow           | Iron Duke       | Superdreadnought        | 1913  | 1914    | 1931 | Retiré par le traité de Londres                                           |
| HMS Emperor of India | Iron Duke       | Superdreadnought        | 1913  | 1914    | 1932 | Retiré en 1929 et utilisé comme cible                                     |
| HMS Agincourt        |                 | Superdreadnought        | 1913  | 1914    | 1924 | Construit initialement pour l'Empire Ottoman                              |
| HMS Erin             |                 | Superdreadnought        | 1913  | 1914    | 1922 | Construit initialement pour l'Empire Ottoman                              |
| HMS Canada           |                 | Superdreadnought        | 1913  | 1915    | 1959 | Vendu au Chili en 1920 et renommé Almirante Latorre                       |
| HMS Queen Elizabeth  | Queen Elizabeth | Superdreadnought        | 1913  | 1915    | 1948 | Retiré en 1945                                                            |
| HMS Warspite         | Queen Elizabeth | Superdreadnought        | 1913  | 1915    | 1950 | Retiré en 1947                                                            |
| HMS Barham           | Queen Elizabeth | Superdreadnought        | 1914  | 1915    | 1941 | Torpillé par le U-331                                                     |
| HMS Valiant          | Queen Elizabeth | Superdreadnought        | 1914  | 1916    | 1948 | Retiré en 1945                                                            |
| HMS Malaya           | Queen Elizabeth | Superdreadnought        | 1915  | 1916    | 1948 | Retiré en 1944                                                            |
| HMS Royal Oak        | Revenge         | Superdreadnought        | 1914  | 1916    | 1939 | Torpillé par le U-47                                                      |
| HMS Royal Sovereign  | Revenge         | Superdreadnought        | 1915  | 1916    | 1949 | Cédé à l'URSS en 1944 et renommé Arkhangelsk                              |
| HMS Revenge          | Revenge         | Superdreadnought        | 1915  | 1916    | 1948 | Retiré en 1943                                                            |
| HMS Resolution       | Revenge         | Superdreadnought        | 1915  | 1916    | 1948 | Converti en navire d'entraînement en 1944                                 |
| HMS Ramillies        | Revenge         | Superdreadnought        | 1916  | 1917    | 1949 | Retiré en 1945                                                            |
| HMS Nelson           | Nelson          | Superdreadnought        | 1925  | 1927    | 1949 | Retiré en 1946                                                            |
| HMS Rodney           | Nelson          | Superdreadnought        | 1925  | 1927    | 1948 | Retiré en 1946                                                            |
| HMS King George V    | King George V   | Superdreadnought        | 1939  | 1940    | 1957 | Retiré en 1949                                                            |
| HMS Prince of Wales  | King George V   | Superdreadnought        | 1939  | 1941    | 1941 | Coulé par l'aviation japonaise                                            |
| HMS Duke of York     | King George V   | Superdreadnought        | 1940  | 1941    | 1957 | Retiré en 1951                                                            |
| HMS Anson            | King George V   | Superdreadnought        | 1940  | 1942    | 1957 | Retiré en 1951                                                            |
| HMS Howe             | King George V   | Superdreadnought        | 1940  | 1942    | 1958 | Converti en navire d'entraînement en 1945                                 |

## Russie
| Nom                               | Classe                | Type                    | Lancé | Service | Fin  | Remarques                                                        |
| --------------------------------- | --------------------- | ----------------------- | ----- | ------- | ---- | ---------------------------------------------------------------- |
| Pervenets (en)                    | Pervenets (en)        | Cuirassé à coque en fer | 1863  |         |      | Retiré en 1905                                                   |
| Ne Tron Menya (en)                | Pervenets (en)        | Cuirassé à coque en fer | 1864  |         |      | Retiré en 1905                                                   |
| Kreml (en)                        | Pervenets (en)        | Cuirassé à coque en fer | 1865  |         |      | Retiré en 1905                                                   |
| Sebastopol (en)                   |                       | Cuirassé à coque en fer | 1864  |         |      | Retiré en 1887                                                   |
| Petropavlovsk (en)                |                       | Cuirassé à coque en fer | 1864  |         |      | Retiré en 1885                                                   |
| Kniaz Pojarski                    |                       | Cuirassé à coque en fer | 1867  |         |      | Retiré en 1907                                                   |
| Minin                             |                       | Cuirassé à coque en fer | 1869  |         | 1915 | Achevé comme croiseur.                                           |
| Pierre le Grand                   |                       | Pré-Dreadnought         | 1872  | 1877    | 1959 | Retiré en 1905 et converti en navire d'entrainement              |
| Catherine II                      | Catherine II          | Pré-Dreadnought         | 1886  |         |      | Retiré en 1907                                                   |
| Tchesma                           | Catherine II          | Pré-Dreadnought         | 1886  |         |      | Retiré en 1907                                                   |
| Sinop                             | Catherine II          | Pré-Dreadnought         | 1887  |         | 1922 | Capturé et restitué par l'Allemagne en 1918                      |
| Georges le Victorieux             | Catherine II          | Pré-Dreadnought         | 1892  |         | 1924 | Capturé et restitué par l'Allemagne en 1918                      |
| Empereur Alexandre II             | Empereur Alexandre II | Pré-Dreadnought         | 1887  |         |      | Retiré en 1925                                                   |
| Empereur Nicolas Ier              | Empereur Alexandre II | Pré-Dreadnought         | 1889  | 1892    | 1915 | Capturé par le Japon en 1905 et renommé IKi                      |
| Douze Apôtres                     |                       | Pré-Dreadnought         | 1890  | 1892    | 1931 | Capturé puis restitué par l'Allemagne en 1918                    |
| Gangut                            |                       | Pré-Dreadnought         | 1893  | 1894    | 1897 | S'échoue dans le golfe de Finlande                               |
| Navarin                           |                       | Pré-Dreadnought         | 1891  | 1896    | 1905 | Coulé à la bataille de Tsushima                                  |
| Trois Hiérarques                  |                       | Pré-Dreadnought         | 1893  | 1898    | 1922 | Capturé puis restitué par l'Allemagne en 1918                    |
| Sissoi Veliky                     |                       | Pré-Dreadnought         | 1894  | 1896    | 1905 | Sabordé pendant la bataille de Tsushima                          |
| Petropavlovsk                     | Petropavlovsk         | Pré-Dreadnought         | 1894  | 1897    | 1904 | Coulé par une mine pendant la bataille de Port-Arthur            |
| Poltava                           | Petropavlovsk         | Pré-Dreadnought         | 1894  | 1898    | 1923 | Capturé par le Japon en 1904 et renommé Tango                    |
| Sebastopol                        | Petropavlovsk         | Pré-Dreadnought         | 1895  |         | 1905 | Sabordé pendant la bataille de Port-Arthur                       |
| Rostislav                         |                       | Pré-Dreadnought         | 1896  | 1898    | 1920 | Sabordé pendant la guerre civile russe                           |
| Peresvet                          | Peresvet              | Pré-Dreadnought         | 1898  |         | 1917 |                                                                  |
| Osliabia                          | Peresvet              | Pré-Dreadnought         | 1898  | 1902    | 1905 | Coulé à la bataille de Tsushima                                  |
| Pobeda                            | Peresvet              | Pré-Dreadnought         | 1900  | 1902    | 1946 | Capturé par le Japon en 1904 et renommé Suwo                     |
| Potemkine                         |                       | Pré-Dreadnought         | 1904  | 1904    | 1919 | Explose par sabotage pendant la guerre civile russe              |
| Retvizan                          |                       | Pré-Dreadnought         | 1900  | 1902    | 1923 | Capturé par le Japon en 1904 et renommé Hizen                    |
| Tsarevitch                        |                       | Pré-Dreadnought         | 1900  | 1901    | 1925 | Retiré en 1918                                                   |
| Borodino (en)                     | Borodino              | Pré-Dreadnought         | 1901  | 1904    | 1905 | Coulé à la bataille de Tsushima                                  |
| Empereur Alexandre III            | Borodino              | Pré-Dreadnought         | 1901  | 1904    | 1905 | Coulé à la bataille de Tsushima                                  |
| Orel                              | Borodino              | Pré-Dreadnought         | 1902  | 1905    | 1924 | Capturé par le Japon en 1905 et renommé Iwami                    |
| Knyaz Suvorov                     | Borodino              | Pré-Dreadnought         | 1902  | 1904    | 1905 | Coulé à la bataille de Tsushima                                  |
| Slava                             | Borodino              | Pré-Dreadnought         | 1903  | 1905    | 1917 | Sabordé pendant la bataille du détroit de Muhu                   |
| Evstafii                          | Evstafii              | Pré-Dreadnought         | 1906  |         | 1922 | Capturé et restitué par l'Allemagne en 1918                      |
| Jean Chrysostome                  | Evstafii              | Pré-Dreadnought         | 1906  |         | 1922 | Capturé et restitué par l'Allemagne en 1918                      |
| Empereur Paul Ier                 | André l'Apôtre        | Pré-Dreadnought         | 1907  | 1911    | 1923 | Retiré en 1918                                                   |
| André l'Apôtre                    | André l'Apôtre        | Pré-Dreadnought         | 1910  | 1912    | 1924 | Endommagé en 1919 par le torpilleur anglais CMB88, jamais réparé |
| Gangut (Oktyaabrkaya Revolutsiya) | Gangut                | Dreadnought             | 1911  | 1914    | 1959 | Retiré en 1956                                                   |
| Sebastopol (Parizhskaya Kommuna)  | Gangut                | Dreadnought             | 1911  | 1914    | 1957 | Il fut reclassé en navire école en 1954                          |
| Poltava (Frounze)                 | Gangut                | Dreadnought             | 1911  | 1914    | 1946 |                                                                  |
| Petropavlovsk (Marat)             | Gangut                | Dreadnought             | 1911  | 1914    | 1952 | Il fut renfloué en 1943 et retiré en 1950                        |
| Impératrice Catherine la Grande   | Impératrice Maria     | Dreadnought             | 1914  |         | 1918 | Sabordé                                                          |
| Impératrice Maria                 | Impératrice Maria     | Dreadnought             | 1913  | 1915    | 1916 | Explosé par accident                                             |
| Empereur Alexandre III            | Impératrice Maria     | Dreadnought             | 1914  |         | 1924 | Capturé et restitué par l'Allemagne en 1918                      |
| Arkhangelsk                       | Revenge               | Superdreadnought        | 1915  | 1944    | 1949 | Ex Royal Sovereign cédée par le Royaume-Uni en 1944              |
| Novorossiisk                      | Conte di Cavour       | Dreadnought             | 1911  | 1949    | 1955 | Ex Giulio Cesare cédée par l'Italie en 1944                      |

## Turquie
| Nom                  | Classe        | Type                    | Lancé | Service | Fin  | Remarques                                                                                  |
| -------------------- | ------------- | ----------------------- | ----- | ------- | ---- | ------------------------------------------------------------------------------------------ |
| Asar-i Şevket (en)   | Asar-i Şevket | Cuirassé à coque en fer | 1868  |         |      | Retiré en 1910                                                                             |
| Necm-i Şevket (en)   | Asar-i Şevket | Cuirassé à coque en fer | 1868  |         | 1929 |                                                                                            |
| Messudieh (en)       |               | Cuirassé à coque en fer | 1875  |         | 1914 | Torpillé                                                                                   |
| Heireddin Barbarossa | Brandenburg   | Pré-Dreadnought         | 1891  | 1910    | 1915 | Ex-Kurfürst Friedrich Wilhelm acheté à l'Allemagne en 1910, torpillé par le sous-marin E11 |
| Torgut Reis          | Brandenburg   | Pré-Dreadnought         | 1891  | 1910    | 1950 | Ex-Weißenburg acheté à l'Allemagne en 1910, retiré en 1938                                 |
| Reşadiye             |               | Dreadnought             | 1913  |         | 1914 | Commandé aux Britanniques, il est saisi en 1914 et renommé HMS Erin                        |
| Sultân Osmân-ı Evvel |               | Dreadnought             | 1913  |         | 1914 | Commandé aux Britanniques, il est saisi en 1914 et renommé HMS Agincourt                   |